# Charálampos Kostoúlas
Charálampos Kostoúlas (grec moderne : Χαράλαμπος Κωστούλας), ou Charálambos Kostoúlas, né le 30 mai 2007 à Athènes (Grèce), est un footballeur grec qui évolue au poste d'avant-centre à Brighton & Hove Albion FC. 

## Biographie

### En club
Charálampos Kostoúlas commence le football dans l'académie de l'Agia Anna Volos avant d'être formé par l'Olympiakós Le Pirée, qu'il rejoint en 2019. Avec les moins de 19 ans du club il remporte notamment la UEFA Youth League lors de l'édition 2023-2024. L'Olympiakos sortant vainqueur de son duel en final face à leurs homologues de l'AC Milan (3-0 score final).
C'est le 17 août 2024 qu'il fait ses premiers pas en professionnel, lors d'une rencontre de Superleague Ellada contre le Vólos NPS. Son équipe s'impose par deux buts à zéro.
Il remporte le championnat de Grèce lors de la saison 2024-2025.
Le 12 juin 2025, Kostoúlas s'engage avec Brighton & Hove Albion pour une durée de cinq ans.

### En sélection
Charálampos Kostoúlas représente l'équipe de Grèce des moins de 17 ans de 2022 à 2023, jouant au total huit matchs et marquant un but.
Le 11 octobre 2024, il joue son premier match avec l'équipe de Grèce espoirs face à la Slovaquie. Il entre en jeu et se fait remarquer en inscrivant également son premier but en espoirs mais on équipe est battue (2-1 score final).

## Palmarès
Olympiakós Le Pirée
- Champion de Grèce
  - 2024-2025

 Olympiakós Le Pirée U19
- UEFA Youth League
  - 2023-2024